# Fenton-Gletscher
Der Fenton-Gletscher ist ein Gletscher an der Lassiter-Küste des Palmerlands auf der Antarktischen Halbinsel. Er fließt in südlicher Richtung zum Mosby-Gletscher, den er unmittelbar östlich des Mount Adkins erreicht.
Kartiert wurde er durch Vermessungsarbeiten der United States Antarctic Service Expedition (1939–1941) und mithilfe von Luftaufnahmen der United States Navy zwischen 1961 und 1967. Das Advisory Committee on Antarctic Names benannte ihn nach US-Marineleutnant Ernest R. Fenton (* 1946), diensthabender Offizier der Palmer-Station im Jahr 1971.